# 中野方村
中野方村（なかのほうむら）は、かつて岐阜県恵那郡にあった村である。現在の恵那市北部にあたる。
村の中央を中野方川（木曽川支流）が流れ、周りは標高約800mの山に囲まれている農村、山村地帯であった。

## 大字・字
- 大字:無し
- 字:糟里、井尻、飯澤、鷹の巣、上勢井後、下勢井後、太田、橋立、坂折、霧山、日蔭山、山名、大曲、權現、岩竹、西久保、はまゐば、橋戸、野瀬、萬葉、川向、新畑、起、西の垣外、五十目、西中切、東中切、中島、龍部坂、向山、八幡、山際、霊仙寺、観定寺、富貴窪、城ヶ根、奥洞、口洞、道場、横枕、島、大日、新賦、大峯、五輪、皆曾、合歓の木、桃久保、鐘鑄場、馬越、力石、笹葉、高峯、伐跡、松林、宇塚、荷付場、外山、赤ぬた、亀垂、毘羅

## 歴史
- 平安時代は蘇原荘に属していた。
- 元弘3年/正慶2年（1333年）六波羅探題の北条仲時と北条時益の残党が、中野方村に潜入し、当時存在した心観寺に立て籠り土岐氏の代官所に乱入したため、村民が土岐氏の代官と共に追い払ったが、仲時と時益の残党が心観寺に火を放って去ったために大伽藍が焼失したと伝わる。
- 建武2年（1335年）当時中野方村に存在した心観寺の梵鐘に「建武二乙亥年二月大檀那領主加藤左衛門尉景村、美濃國蘇原荘安弘見郷中之方氏子安全」とあったという(安弘見傳記)。これは元弘年間に北条氏の残党によって心観寺を焼かれたが再興の際に鋳造したものであろう。
- 天文11年（1542年）景前と延友遠山氏の延友新右衛門尉が笠木社に梵鐘を寄進した。その鐘銘に『濃州加茂郡笠木山大権現新寄進　本願　延友新右衛門尉　藤原景延　願主　遠山左衛門尉　藤原景前　天文十一稔　寅壬　十一月念日』とあり、藤原景前とは遠山景前のことで、笠木社とは、現在の中野方町にある笠置神社のことである。延友遠山氏は笠置神社周辺を領地としていた遠山氏の一族と思われる。すなわち当時の中野方村は加茂郡に属していたことが分かる。
- 江戸時代は苗木藩領。
- 1870年（明治3年）に苗木藩が廃仏毀釈を実行し領内の全ての寺院が廃される。中野方村では、心観寺が廃された。
- 1889年（明治22年）7月1日 - 町村制により中野方村が成立。
- 1954年（昭和29年）4月1日 - 恵那郡大井町、長島町、東野村、三郷村、武並村、笠置村、飯地村と合併し恵那市となる。

## 学校
- 中野方村立中野小学校（現・恵那市立中野方小学校）
- 中野方村立中野方中学校（1997年に笠置中学校、飯地中学校、中野方中学校を統合。現・恵那市立恵那北中学校）

## 神社・仏閣
- 笠置神社 (恵那市)
- 霊仙寺 (恵那市)